# Groupe Gorgé
Exail Technologies, connue jusqu'en 2022 sous le nom de Groupe Gorgé, anciennement Finuchem, est une entreprise familiale de taille intermédiaire active dans la robotique civile et militaire (drones), la sécurité incendie et nucléaire, et l’impression 3D.
La société est présente dans six pays, emploie 2 000 salariés dont 70 % de cadres, ingénieurs et techniciens spécialisés. Coté en bourse sur Euronext Paris, le groupe est détenu majoritairement par un actionnariat familial, la famille Gorgé (56 % du capital).

## Historique

### Finuchem
Jean-Pierre Gorgé, né en 1938, devient ingénieur de l’École polytechnique puis sort diplômé de l'Institut d’Études Politiques de Paris (Sciences Po Paris). De 1969 à 1975, il travaille à la Direction générale de l'Armement (DGA) du ministère de la Défense. Il travaille ensuite au ministère de l'Industrie puis prend en 1983 la direction de la SCAM (filiale du groupe Alstom). En 1986, il est nommé directeur stratégie, spécialités chimiques, de Rhône-Poulenc. En 1990, il fonde Finuchem.
En 2004, Raphaël Gorgé (le fils) est nommé directeur général délégué. Il lance une manœuvre de réorientation stratégique de l'entreprise. Entre 2004 et 2008, le groupe se détache complètement du secteur automobile (70 % du CA en 2004). En 2008, Jean-Pierre Gorgé devient président et son fils directeur général.
En juillet 2005, le groupe Finuchem rachète Recif Technologies alors que l'entreprise de fabrication de robots est en cessation de paiement, mais l'acquéreur ne reprend pas les dettes et passifs de la société. En janvier 2010, n'ayant pu redresser les comptes de Recif, la filiale est revendue au groupe holding de Finuchem, Pelican Ventures.

### Groupe Gorgé
En 2009, le groupe Finuchem se rapproche du groupe Balisco pour devenir Groupe Gorgé et se réorganise autour de 3 domaines : les systèmes intelligents de sûreté, la protection en milieux nucléaires et les projets et services industriels.
Depuis 2011, le groupe est présidé par Raphaël Gorgé, qui a pris la succession de son père Jean-Pierre Gorgé. Il a tout d’abord initié et mis en œuvre le désengagement du groupe du secteur automobile, puis orienté son développement vers de nouveaux domaines d’activité de hautes technologies, en particulier liés à la sécurité des personnes et des biens. 
En octobre 2011, le groupe Gorgé achète 51 % des parts d'AI Group, le numéro un français de la protection incendie des grands risques industriels. Quatre ans plus tard, en juin 2015, Gorgé complète son acquisition d'AI Group en rachetant les 49 % restant de l'entreprise.
En décembre 2011, le fonds stratégique d'investissement rachète 8,4 % des parts du groupe Gorgé, ce qui réduit la part de la famille Gorgé de 72 % à 65,5 %.
En mai 2013, le groupe Gorgé rachète pour 4,84 millions d'euros 88 % de Phidias, la seule entreprise française possédant ses propres brevets de fabrication d'imprimantes 3D, et se diversifie ainsi dans le secteur de l'impression 3D,.
En mars 2015, Groupe Gorgé rachète Initial, qui fabrique des pièces par impression 3D aux secteurs du luxe, de la santé, de l’aéronautique et de l’automobile.
En juin 2015, la filiale Prodways réalise une levée de fonds de 25 millions d’euros. Puis, en mai 2017, Prodways Group est introduite à la bourse de Paris pour un flottant de 20 %, Gorgé conservant 67 % et le solde étant détenus par divers investisseurs à long terme.
Le groupe a cédé Cimlec en juillet 2019, ainsi que la société de protection incendie Van Dam pendant l'été 2020.
En septembre 2022, le groupe acquiert iXblue pour la somme de 410M€.

## Domaines d’activité
Le groupe développe son expertise et son savoir-faire dans trois domaines d’activité liés à la sécurité et aux nouvelles technologies :
- Les systèmes intelligents de sûreté (ECA Group) : Systèmes destinés à agir en milieux hostiles et contraints pour l’Homme, pour des applications civiles et de défense (offre complète en robotique mobile et offre de solutions en simulation).
- La protection des installations à risques (Baumert, Seres Technologies, CLF Satrem) : Portes de très haute sécurité venant équiper des bâtiments exploitant des matières radioactives (essentiellement des centrales nucléaires) et systèmes anti-incendie pour le secteur de l'industrie.
- L'impression 3D (Prodways Group) : Solutions d’impression 3D pour clients industriels.

## Actionnaires
Mise à jour septembre 2020
| Gorge Jean Pierre (famille)       | 54,8% |
| Quaero Capital                    | 4,15% |
| Norges Bank Investment Management | 2,33% |